# قانون دولون-بتي

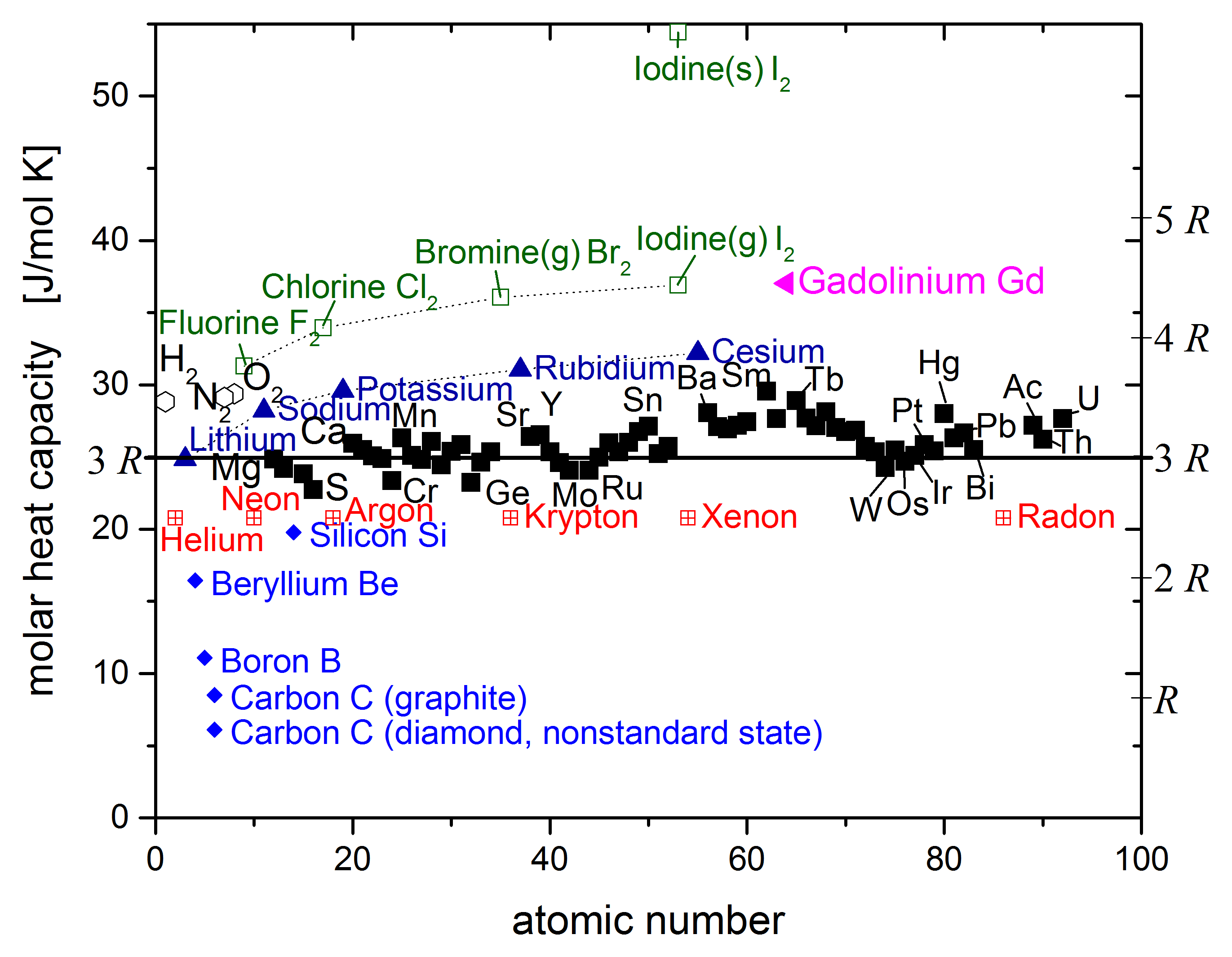

قانون دولون-بتي في الكيمياء (بالإنجليزية:Dulong-Petit law) يقول أن الحرارة النوعية المولية لمادة صلبة مكونة من ذرات منفردة تصل إلى قيمة ثابتة عامة (لجميع المواد) ، وهي ثلاثة أضعاف ثابت الغازات العام أي 3R .
{\displaystyle c_{n}=3R\approx 3\cdot 8{,}3\,{\frac {\mathrm {J} }{\mathrm {mol} \cdot \mathrm {K} }}=24{,}9\,{\frac {\mathrm {J} }{\mathrm {mol} \cdot \mathrm {K} }}}
تبين من نتائج التجارب التي أجراها العالمان الفرنسيان بيير دولون وألكسي تيريز بتي على مواد صلبة مختلفة أن حرارتها النوعية المولية متساوية ، وقاما عام 1819 بنشر رسالة علمية معتقدين أنها تنطبق على جميع المواد.
وتبين طرق الإحصاء الكلاسيكية في الديناميكا الحرارية (والتي لا تأخذ التأثيرات الكمومية في الحسبان) أن الحرارة النوعية المولية للمواد الصلبة المكونة من ذرات متماثلة تصل فعلا إلى قيمة ثابتة مقدارها 3R. وقد سميت تلك النتيجة باسم أصحابها وتعرف بقانون دولون-بتي". ثم تبين مع مطلع القرن العشرين أن قانون دولون-بتي ينطبق فقط في حيز درجة حرارة عالية ، وأنه يحتاج إلى تعديل لتغطية باقي درجات الحرارة ومن ضمنها درجات الحرارة المنخفضة. أدى ذلك إلى أخذ تأثيرات نظرية الكم في الاعتبار.

## استنباط القانون
تحتل الذرات في مادة صلبة بلورية أماكن منتظمة وتزاول عندها اهتزازات تشتد بارتفاع درجة الحرارة. ويمكن تصور اهتزازات الذرات على أنها هزازات توافقية. وطبقا لقانون التوزيع المتساوي المستبط من الإحصاء التقليدي للحركة الحرارية (الترموديناميكية) تصل طاقة كل درجة حرية لاهتزازات الذرات القيمة 1/2 kT. (تهتز كل ذرة في ثلاثة اتجاهات x و y و z وبالتالي يكون لها 3 درجات حرية للاهتزاز).
ويتساوى متوسط طاقة الوضع للهزاز التوافقي ومتوسط طاقة حركته. وبناء على ذلك تكون كل حركة اهتزازية لذرة في المادة الصلبة مقترنة بطاقة تعادل kT في المتوسط وبالتالي 3kT ثلاثة اهتزازات في الاتجاهات x و y و z.
فإذا اعتبرنا عدد الذرات في 1 مول من المادة فنجد أن طاقته تبلغ E == 3NAkT == 3RT, وهذه هي السعة الحرارية المولية :
{\displaystyle c_{V,m}=\left({\frac {\partial U_{m}}{\partial T}}\right)_{V}\approx c_{p,m}=\left({\frac {\partial H_{m}}{\partial T}}\right)_{p}\approx 3R}
حيث :
R ثابت الغازات العام,
T درجة الحرارة المطلقة (أي بالكلفن),
k ثابت بولتزمان,
NA عدد أفوجادرو
M الكتلة المولية للذرات.
ونحن نفرق في الكيمياء والفيزياء بين حرارتين نوعيتين للمادة :
{\displaystyle c_{p,m}}:الحرارة النوعية المولية عند ثبات الضغط (p)،
und {\displaystyle c_{V,m}}: الحرارة النوعية المولية عند ثبات الحجم (V).

## حدود تطبيق القانون
على الرغم من بساطته يعطي قانون دولون-بتي الحرارة النوعية للمواد الصابة ذات تبلور بسيط في درجات الحرارة العالية مثل درجة حرارة الغرفة.
ولكن في درجات الحرارة المنخفضة تختلف الحرارة النوعية المقاسة معمليا عن حسابات القانون. ونعرف منذ مطلع القرن العشرين أن اهتزازات الذرات في بلورة تتخذ قيم للطاقة كمومية hν لكل درجة حرية ، حيث h ثابت بلانك, وν التردد. وتتخذ كل درجة حرية للاهتزاز على الأقل الطاقة 1hν في مستواها المنخفض. فإذا كانت الطاقة الحرارية kT للنظام صغيرة فلن تُثار بعض درجات حرية الاهتزاز ، وبالتالي لا تساهم في السعة الحرارية للمادة. لذلك تنخفض السعة الحرارية للمادة الصلبة بانخفاض درجة الحرارة انخفاضا شديدا وتقترب من الصفر عند درجة حرارة مطلقة T→0.
معنى كمومية طاقة الاهتزاز أنه عند درجة حرارة قريبة من الصفر المطلق تكون حالات اهتزازية قليلة للذرات في المادة الصلبة مثارة بطاقة (كمومية) 1hν ، وبارتفاع درجة الحرارة تبدأ إثارة مستويات للطاقة 2hν ، ثم مستويات طاقة 3hν وهكذا.
في درجات الحرارة المنخفضة يعطي نموذج ديباي قيما واقعية للحرارة النوعية للمواد الصلبة.
تتكون الفلزات الصلبة من ذرات منفردة وينكبق عليها قانون دولون-بتي. فإذا كانت المادة الصلبة مكونة من جزيئات في بلورة مثل كبريتات الكالسيوم (CaSO4), عندئذ تضاف إلى الثلاثة درجات حرية لكل نقطة في الشبكة البلورية درجات حرية أخرى للذرات المكونة للجزيئات (اهتزاز ذرات الجزيئ فيما بينها). وتكون الحرارة النوعية لمثل هذا المركب أعلى كثيرا مما يحسبه قانون دولون-بتي.